# Jacques Marguerite Pilotte de La Barollière
Jacques Marguerite Pilotte de La Barollière   (Lunéville, 28 de novembre de 1746 - Nimes, 1 de desembre de 1827) va ser un general francès de la Revolució i de l'Imperi.

## Biografia
Des dels 11 anys, el jove es va incorporar a la companyia dels guardaespatlles del duc de Lorena. 1760 és admès a l'escola de cavallers cadet de Lunéville. Un any després es va incorporar al regiment de Navarra en el qual va participar en la campanya alemanya durant la Guerra dels Set Anys. Va ser ascendit a segon tinent el 1763. El 1770 va ser nomenat capità al comandament d'una esquadrilla del regiment. Mestre de Camp general dels Dragons. Va ser fet cavaller de l'orde de Sant Lluís a la vigília de la Revolució, va ser nomenat tinent coronel dels Caçadors de cavalleria de Lorraine, regiment que va prendre el comandament el juliol de 1791 abans de ser nomenat mariscal de Camp a l'Exèrcit del centre.

## Títols, honors i condecoracions
- 25 de maig de 1810: Baró de l'Imperi
- Major es va formar a partir del Mas d'Argence, districte de Nîmes, al departament del Gard, produint 8.500 francs.[1]
- Primer Cavaller de la Legió d'Honor 16 d'octubre de 1803 informació corregida a petició de Daniel pilotte (de BAROLLIERE) Font museus nacionals a 28 d'abril de 2017.